# Hamburger Verkehrsverbund
L'Hamburger Verkehrsverbund o HVV és una federació de 32 societats públiques i privades de transport públic de l'àrea metropolitana d'Hamburg que va crear-se el 1965 de tal manera de poder ofrir als vianants una tarifa única i horaris integrats. És la primera associació de tal mena al nivell mundial.

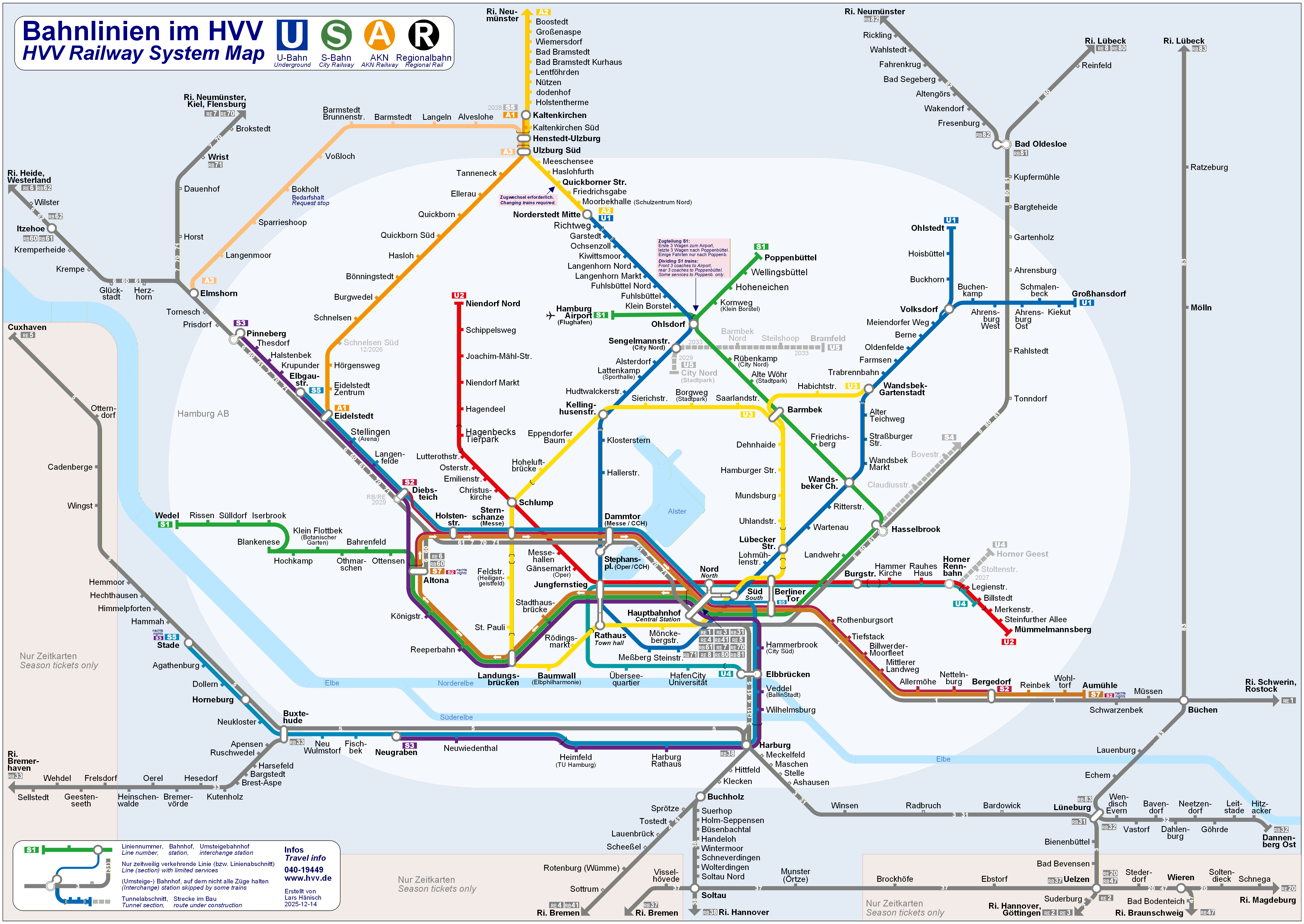
Mapa de la xarxa ferroviària de l'HVV

Dins de les zones tarifàries, els vianants poden utilitzar qualsevol mitjà de transport (metro, bus, barca, tren…) de qualsevol companyia per a desplaçar-se d'un punt a l'altre. També, el lloc web dona la possibilitat de calcular el trajecte més ràpid en utilitzar qualsevol servei dels membres.
Dels quatre membres fundadors el 1965 comptava el 2009 amb 32 membres. Els més llargs són la Hamburger Hochbahn (metropolitana i busos), la Deutsche Bahn, la Hamburger S-Bahn (rodalia), l'Hadag (bacs) i l'AKN (rodalies). El 2011, l'HVV transporta en mitjana un 2,2 milions de persones cada dia feiner a un territori de 8 616 km². El 2009 va transportar 656,1 milions de persones, una expansió de 62 per cent en comparar amb 1967, el primer any de la unificació de les tarifes. La xarxa mesura 12 485 km dels quals 1 030 de metropolitana i de rodalia.
El 1984, les línies navals amb els famosos Alsterdampfer a l'Alster i uns dels seus afluents van ser externalitzades de l'oferta i transformades en serveis turístics i de lleure. Tot i això, els bacs a l'Elba de l'Hadag i el tram aeri sud-oest de la metropolitana U3 donen als turistes una oportunitat de visitar per un bon preu una llarga part de la ciutat des d'una perspectiva interessant.

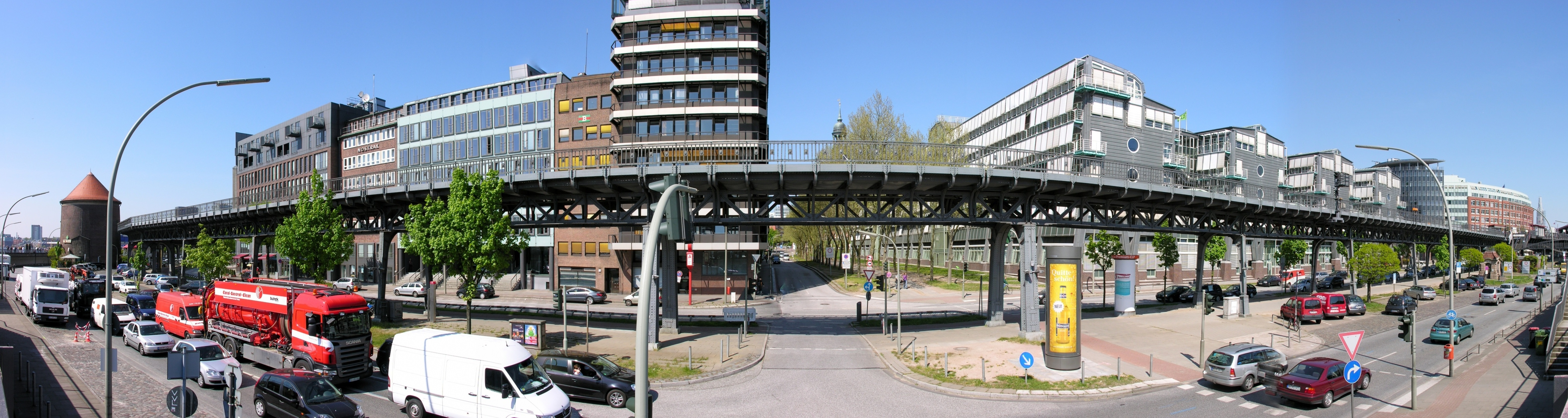
El panorama emblemàtic del viaducte de la línia U3 a la vora de l'Elba

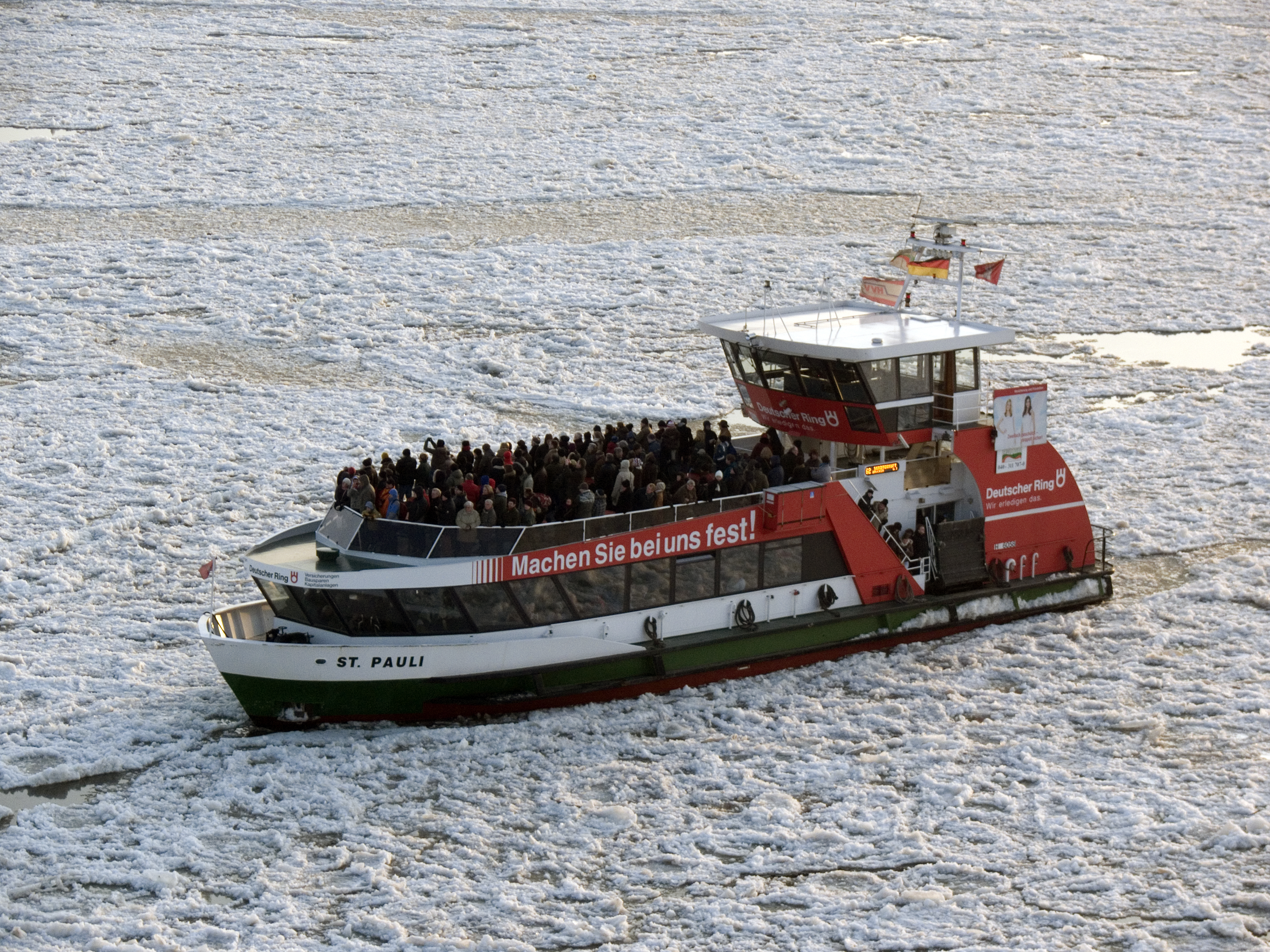
Un bac de l'Hadag a l'Elba d'hivern
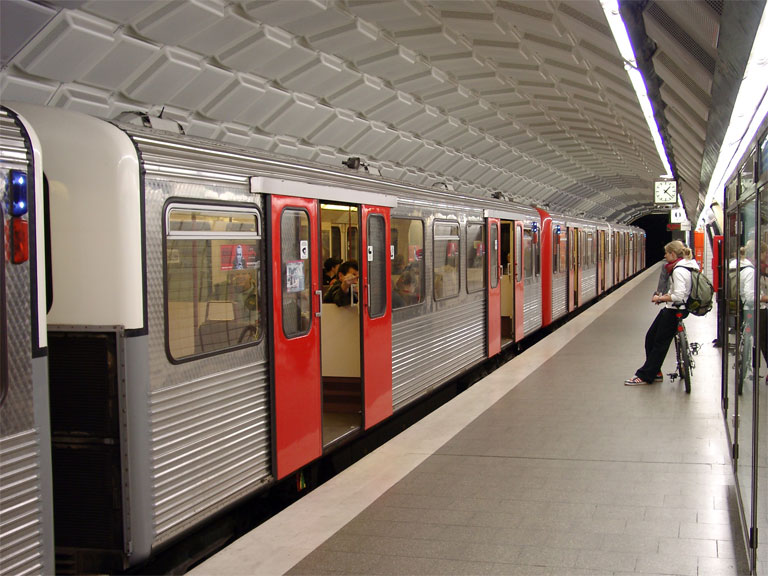
Parada de l'U-Bahn a l'estació central d'Hamburg
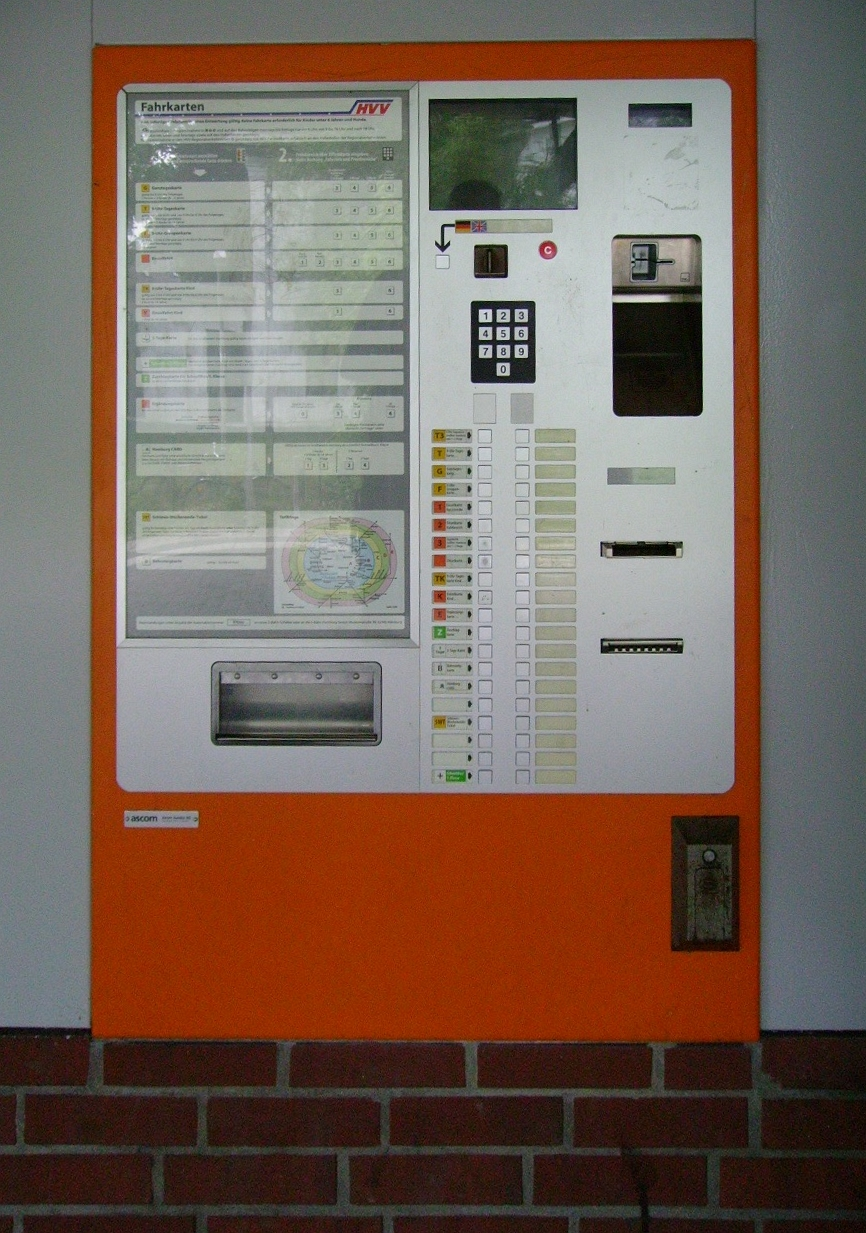
Autòmat de billets a Othmarschen
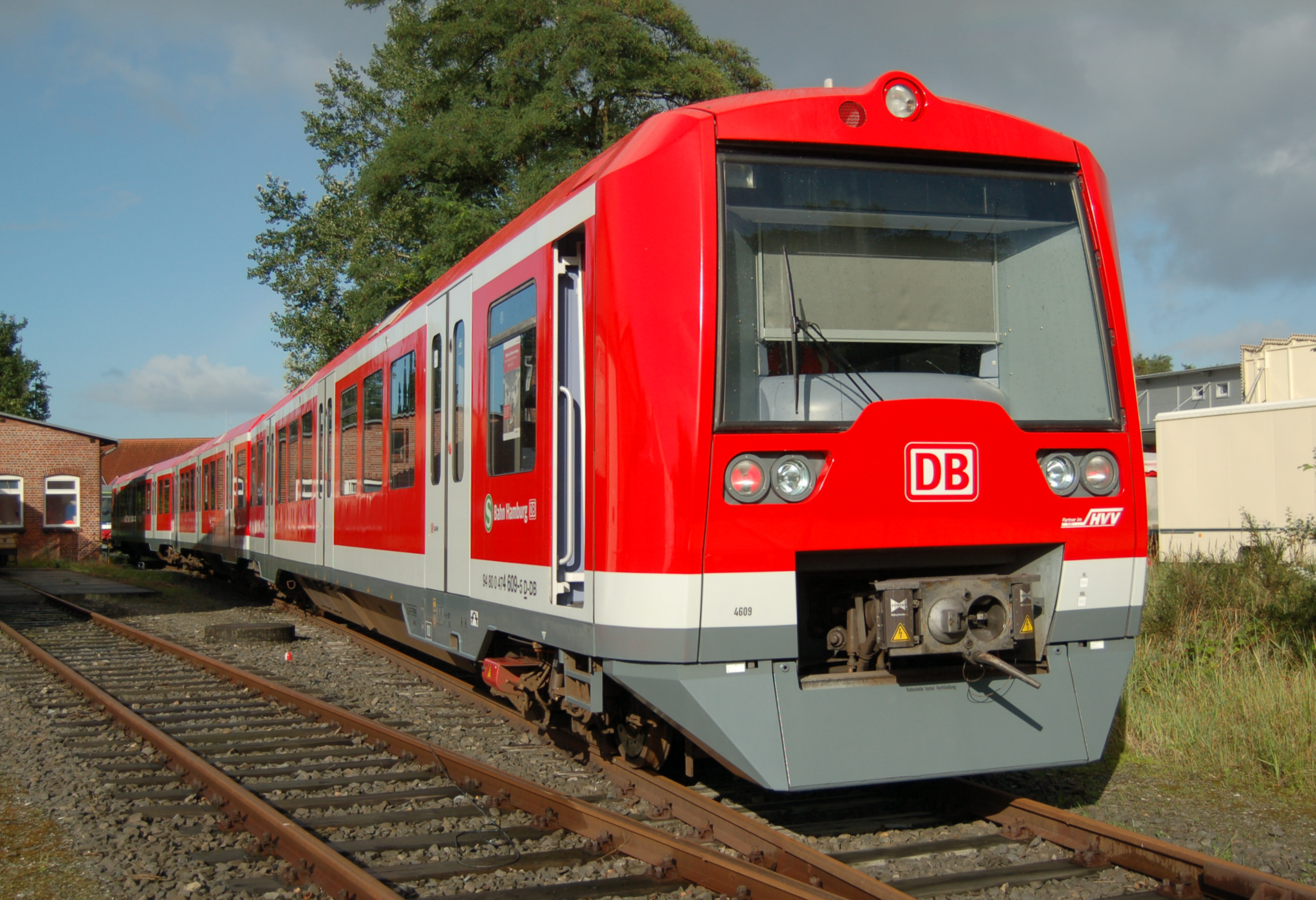
S-Bahn tren de rodalies tip DBAG 474
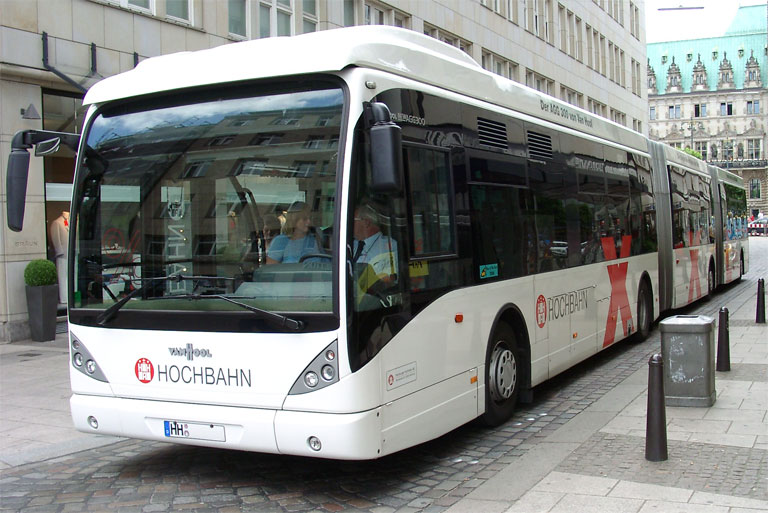
Bus de l'Hamburger Hochbahn